# Петлюри, 2/4
Садиба Хильчевського (садиба Коджака) — комплекс київських прибуткових будинків, до якого входили кам'яниця з левами на розі вулиці Симона Петлюри, 2/4 і бульвару Тараса Шевченка та кам'яниця з драконами на бульварі Тараса Шевченка, 19.
Садиба — цікавий зразок житлової забудови доби історизму.

## Нумерація
У 1890-х роках ділянка мала номер 17, з приблизно 1899 року — № 19/2, згодом на території садиби наріжний будинок отримав № 2/4, а сусідній — № 19.

## Історія садиби

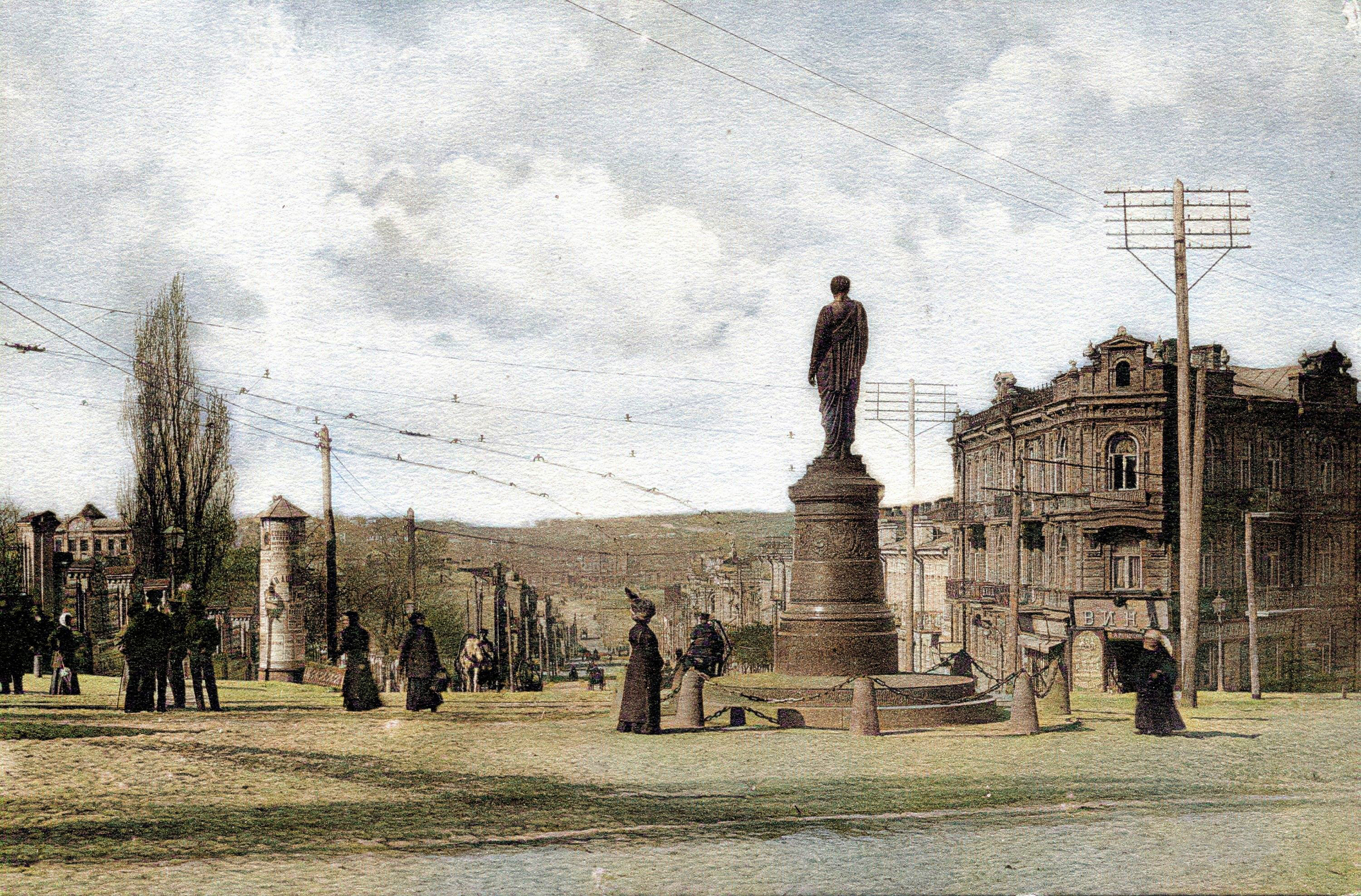
Будинок з левами (праворуч), ботанічний сад (ліворуч). Між ними від пам'ятника графу Бобринському вулиця йде до залізниці (1900)

Станом на 1892 рік садибою володів Іван Хильчевський. Близько 1899 року наріжну ділянку отримала Лідія Лисіна.
Останнім власником став Давид Соломонович Коджак, який придбав садибу до 1906 року. Це була відома в Києві людина, адвокат, присяжний повірений.
Давид Коджак входив до складу «Комісії з краси міста» при міському самоврядуванні, яка мала дбати про благоустрій та естетику Києва. На її чолі стояв міський голова Іполит Дьяков. У роботі комісії брали участь архітектори Едуард-Фердинанд Брадтман, Владислав Городецький, Іполит Ніколаєв, художники Олександр Мурашко та Сергій Світославський, гласні міської думи: правник Віталій Федорович Дитятін, інженер шляхів сполучень Олександр-Адольф Олександрович Кіх, інженер-технолог Фридріх Людвигович Фальберг, український історик, громадський діяч Іван Щітківський, а також присяжний повірений Фауст Діонисович Бржозовський і професор Київської духовної академії, протоієрей Микола Степанович Гроссу.
Садиба стояла навпроти ботанічного саду. Однак таке розташування не було затишним, оскільки ділянку з обох боків оминали трамвайні колії. Вокзальна лінія по Безаківській вулиці (Симона Петлюри) вела до залізниці, Фундуклеївська по бульвару — до Галицької площі з Єврейським базаром (Євбазом), а далі з пересадкою — до  Святошинських дач. Рух по Безаківській і Бульварній завжди був інтенсивний. Трохи нижче по бульвару розташовувались київські арештантські роти (№ 27).
На початку XX сторіччя приміщення займав готель «Бристоль».

## Кам'яниця з левами (№2/4)
Триповерховий цегляний будинок у стилі класицизму збудували у 1890-х роках.
На першому поверсі північного крила, що уздовж бульвару, розміщувалася бакалійна лавка. На розі — магазин «Вино».
У період НЕПу приміщення на розі орендували вагові майстерні. Вони обслуговували, лагодили і перевіряли ваги, які торговці використовували на розташованому неподалік Євбазі. У 1930-х роках майстерню ліквідували, а вхід до наріжжя замурували. Щоправда згодом там прорубали вікно.
На початку 1970 років наріжну будівлю займала дитяча поліклініка.

Будинок № 2/4 на старих фото
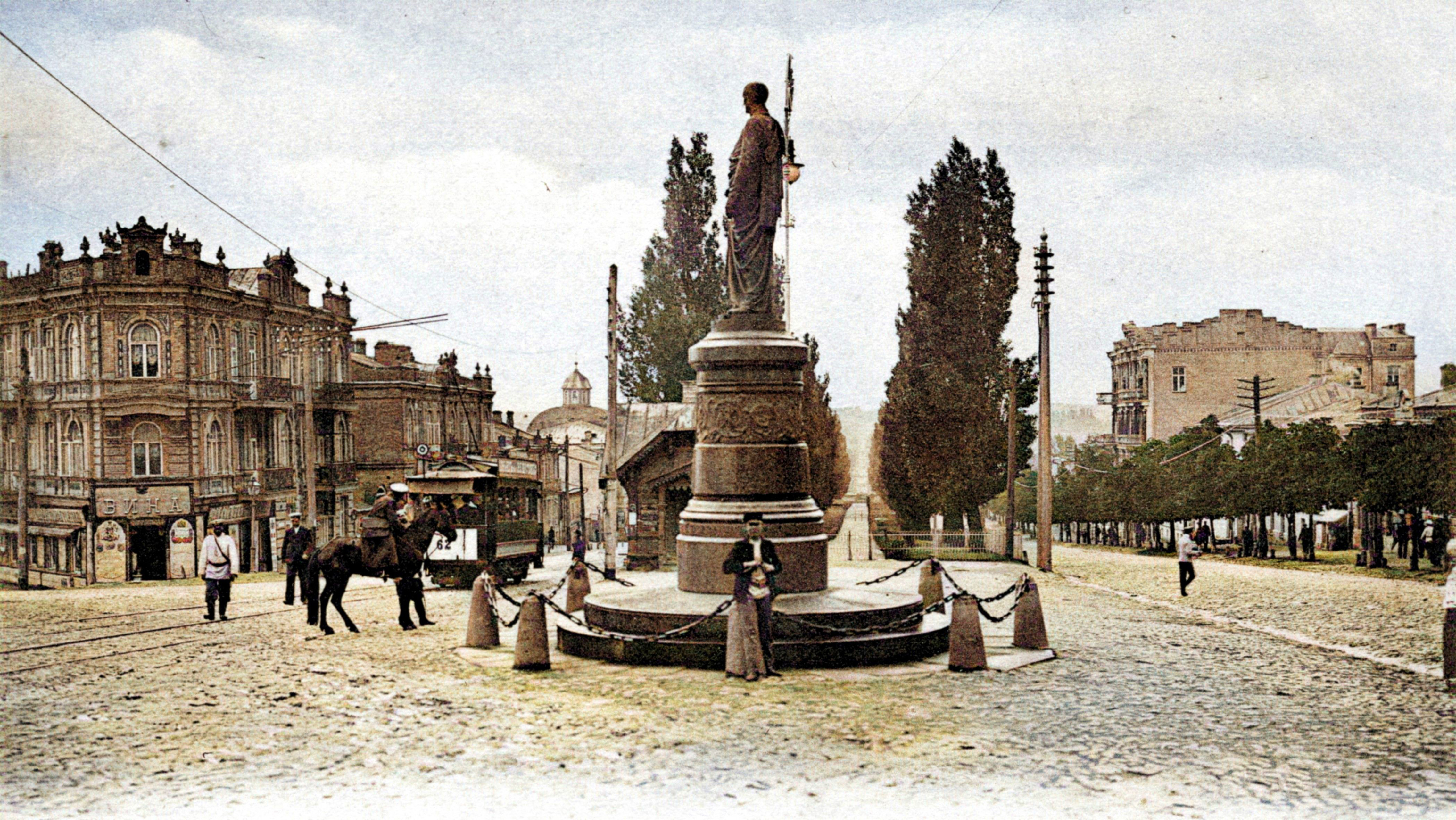
Будинок (ліворуч), 1900
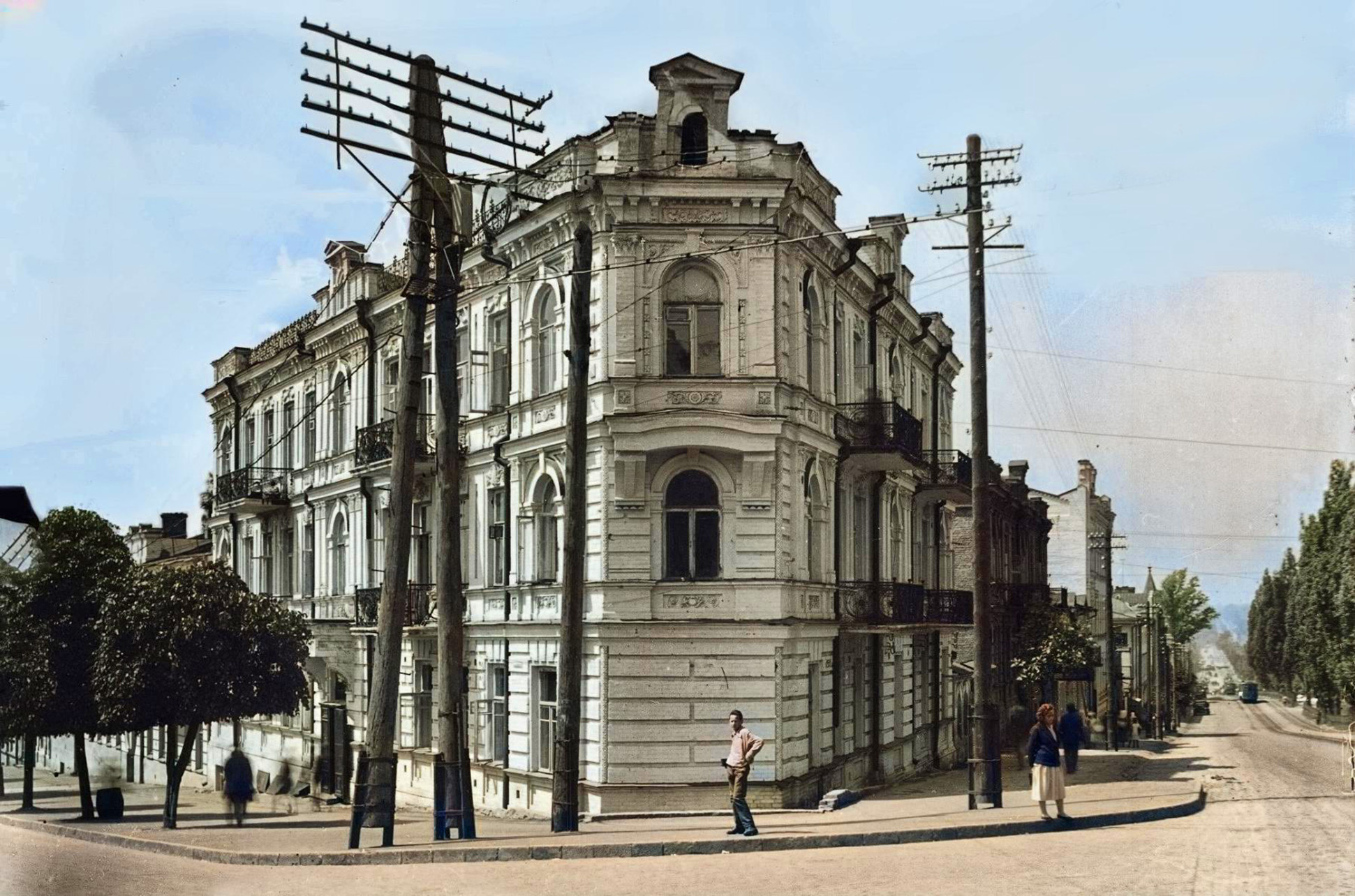
Наріжжя з еркером і замурованим першим поверхом (після 1930)
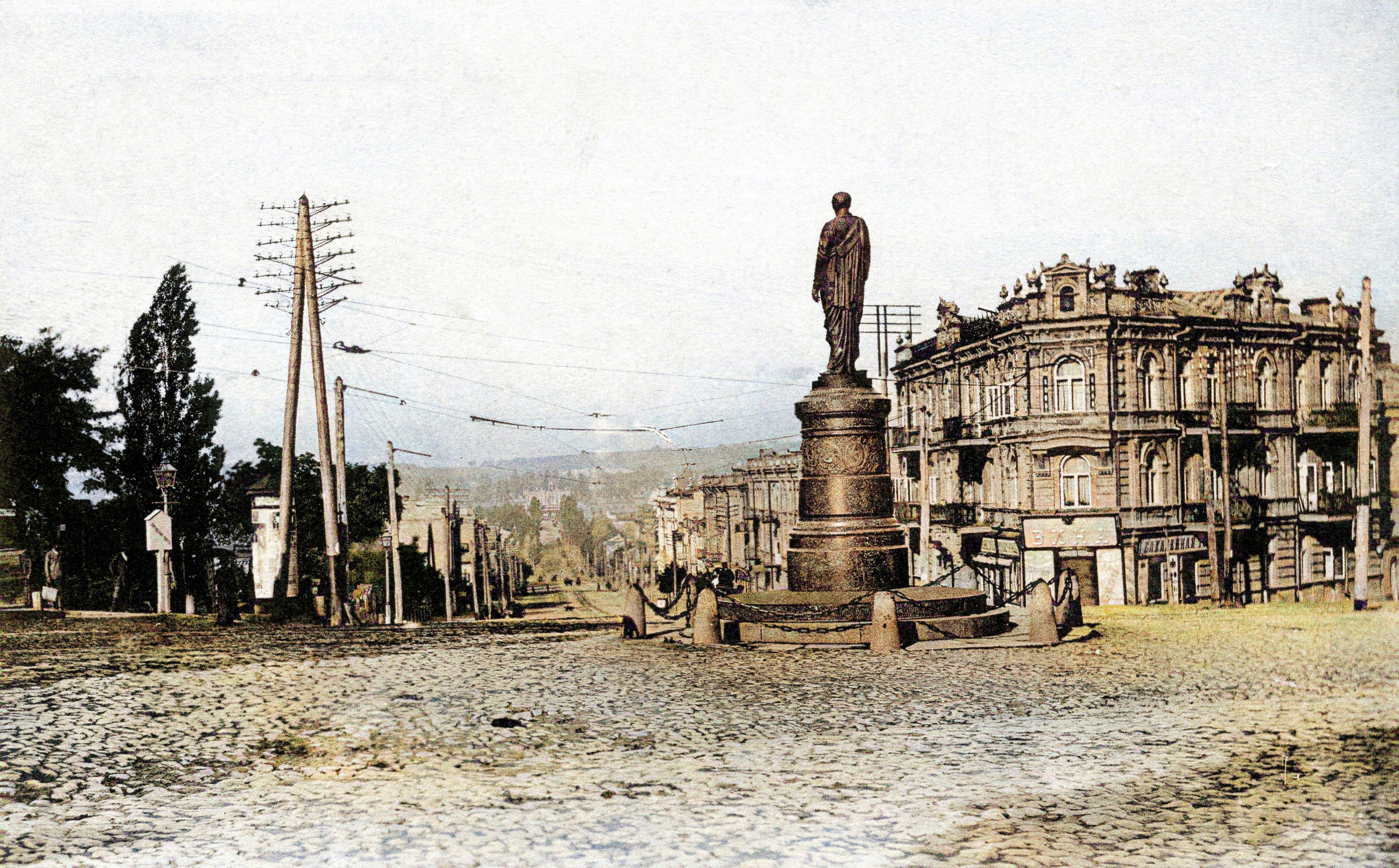
Будинок (праворуч), 1905

### Архітектура

Барельєф Симонові Петлюрі

Будинок — триповерхова, двосекційна, Г-подібна у плані, цегляна кам'яниця. Архітектура фасаду ордерного типу.
Центральна вісь акцентована зрізаним наріжжям, від якого розходяться два крила. На третьому поверсі наріжжя розташований еркер на кронштейнах.
Центральну частину з боку бульвару, в якій спочатку був вхід, фланковано пілястрами. Парадний вхід з боку вулиці Симона Петлюри оздоблений лев'ячими маскаронами. Над ним — піддашок на кронштейнах. Фасади розділені розкріповками з прямими і тридільними (в центрі) аттиками. Перший поверх рустовано.
У розкріповках на рівні другого та третього поверхів півциркульні вікна оформлені пілястрами з розетками знизу і капітелями композитного ордера зверху. У підвіконних нішах — ліплене листя аканта. Над прямокутними вікнами — замкові камені. Вікна третього поверху прикрашені сандриками, які декоровані лавровими фестонами-гірляндами.
Дворовий фасад оформлено у цеглі і декоровано дентикулами (зубчиками і сухариками). Вхідний отвір і віконні прорізи прямокутні.

### Меморіальна дошка Симону Петлюрі
У січні 1918 року на початку вулиці Симона Петлюри, поруч із садибою, розгорнулись бої загонів Армії Української Народної Республіки з більшовицькими заколотниками.
21 січня 2019 року, напередодні Дня Соборності й з нагоди 140-річчного ювілею Симона Петлюри, на розі будинку № 2/4 відкрили першу в Києві анотаційну й меморіальну дошку з барельєфом Головному отаманові військ УНР і Голові Директорії УНР. Роботу виконав скульптор Василь Маркуш. Проєкт реалізовано з ініціативи Українського інституту національної пам'яті (УІНП) й коштом Київської міської державної адміністрації. В урочистостях взяли участь Герой України, генерал-майор Ігор Гордійчук, віце-прем'єр-міністр України Павло Розенко, міністр культури України Євген Нищук, голова УІНП Володимир В'ятрович, лідер гурту «Хорея Козацька» Тарас Компаніченко та інші.

Фасади і декор будинку № 2/4
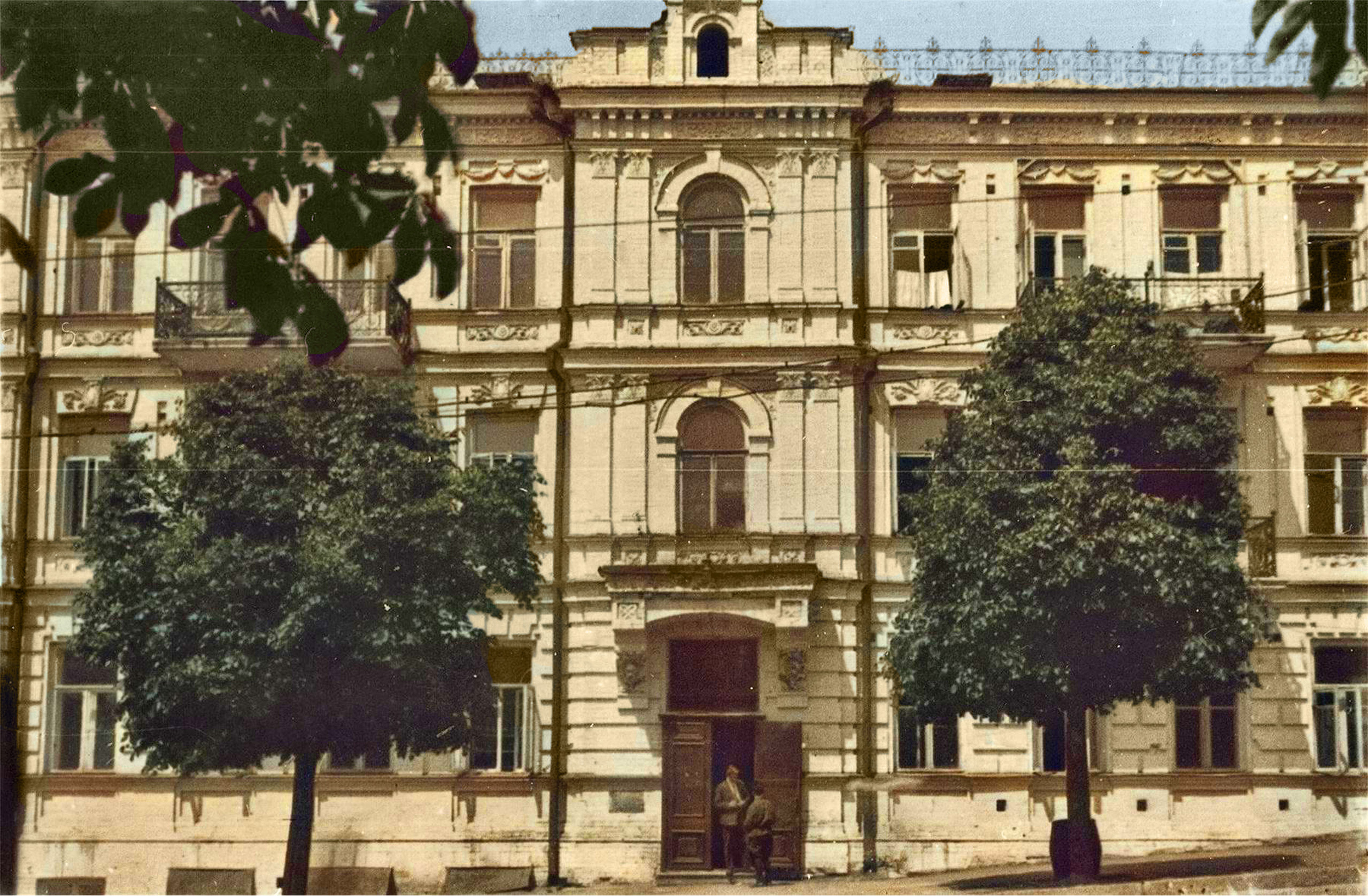
Східний фасад із левами, 1932
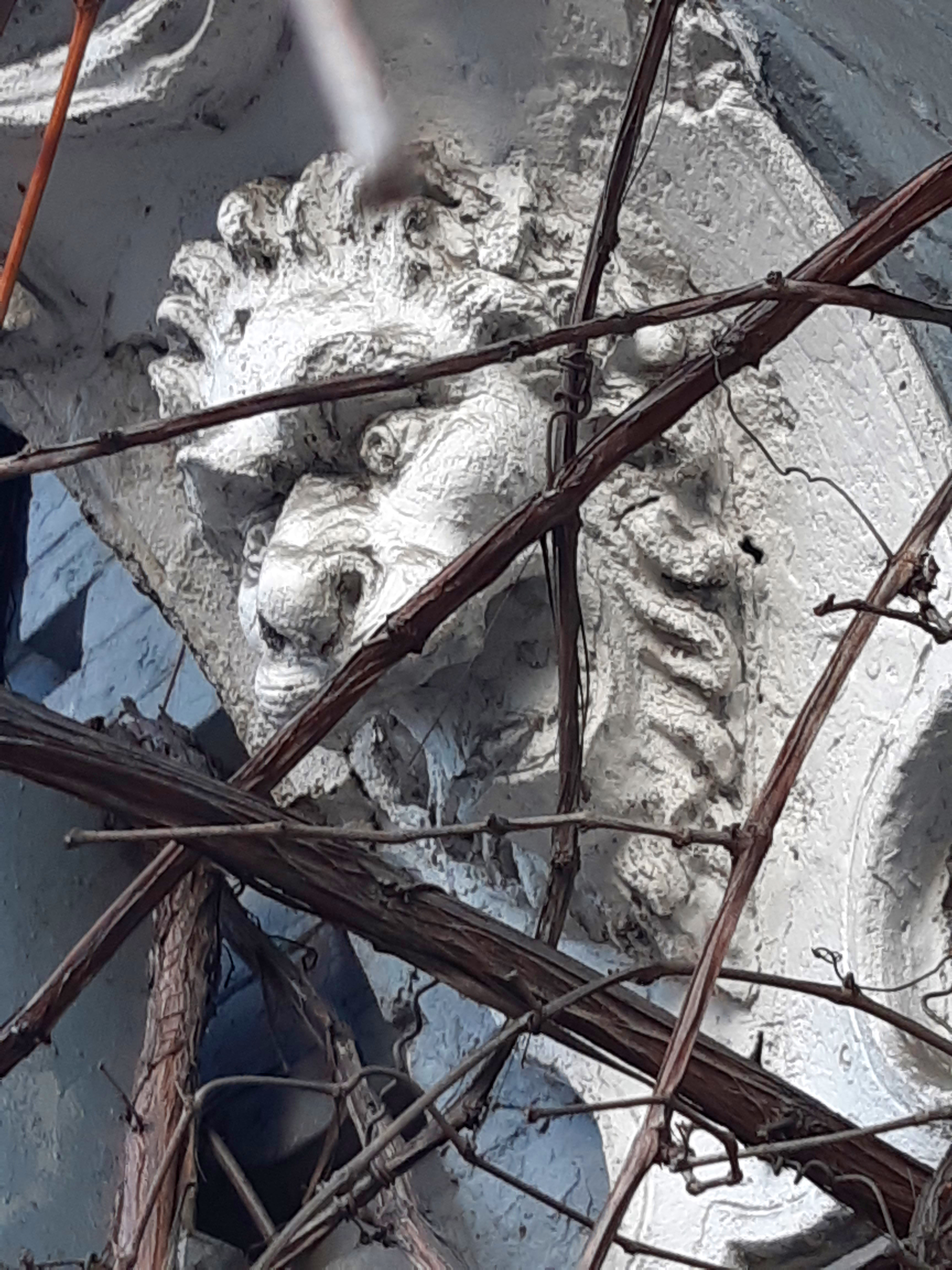
Маскарон схований у виноградній лозі
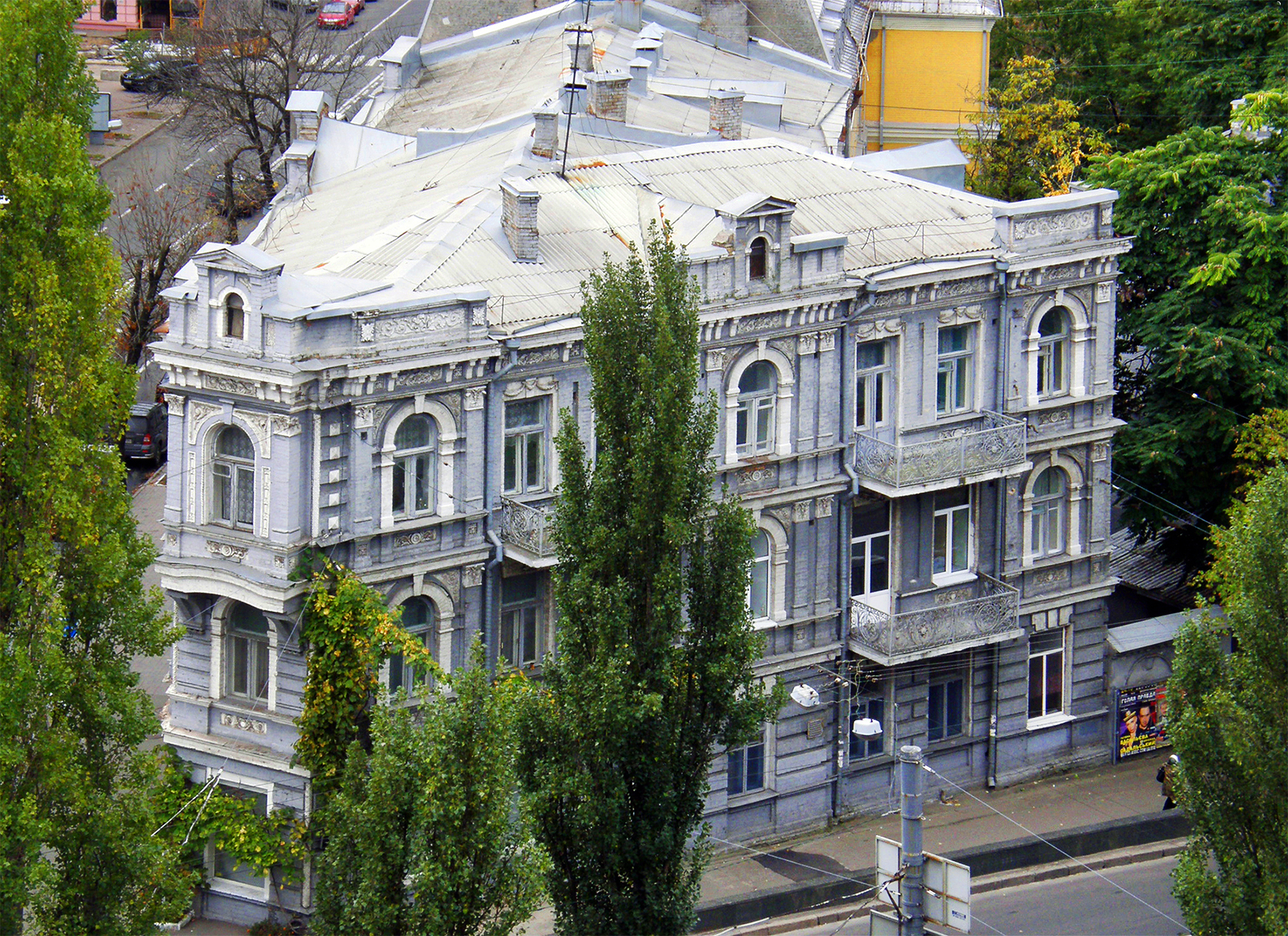
Північний фасад (сучасне фото)

## Кам'яниця з драконами (№19)
1894 року на території садиби на червоній лінії бульвару спорудили двоповерховий цегляний будинок на підвалах. Чоловий фасад виконано у цегляному стилі з елементами неоренесансу. Під карнизом будинок оздоблений декоративними драконами.
Брама між кам'яницями № 2/4 і 19 веде у подвір'я. Станом на 2020 рік будівлі № 2/4 і 19 перебувають у занедбаному стані.

Будинок № 19
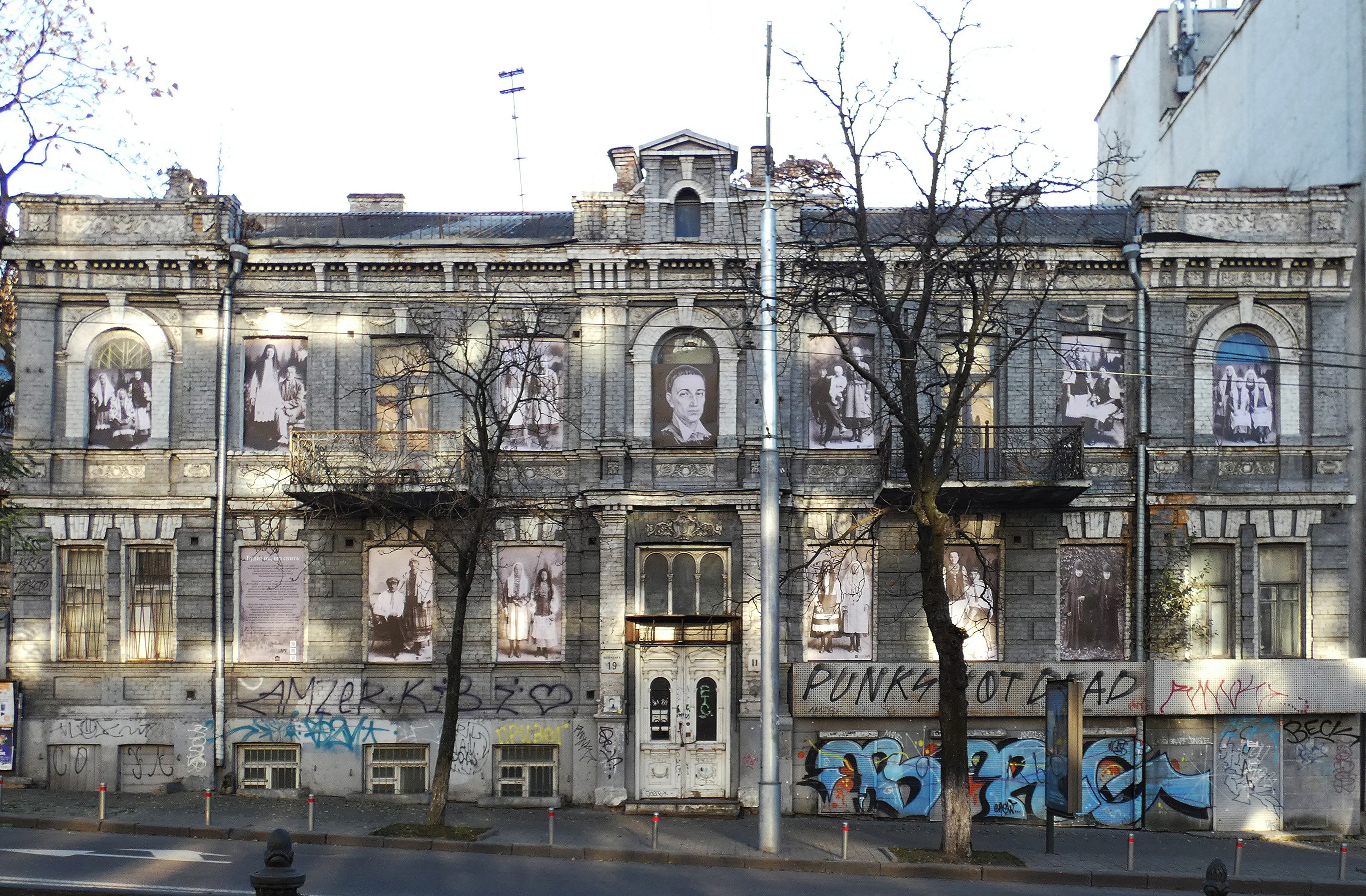
Виставка у вікнах кам'яниці з драконами
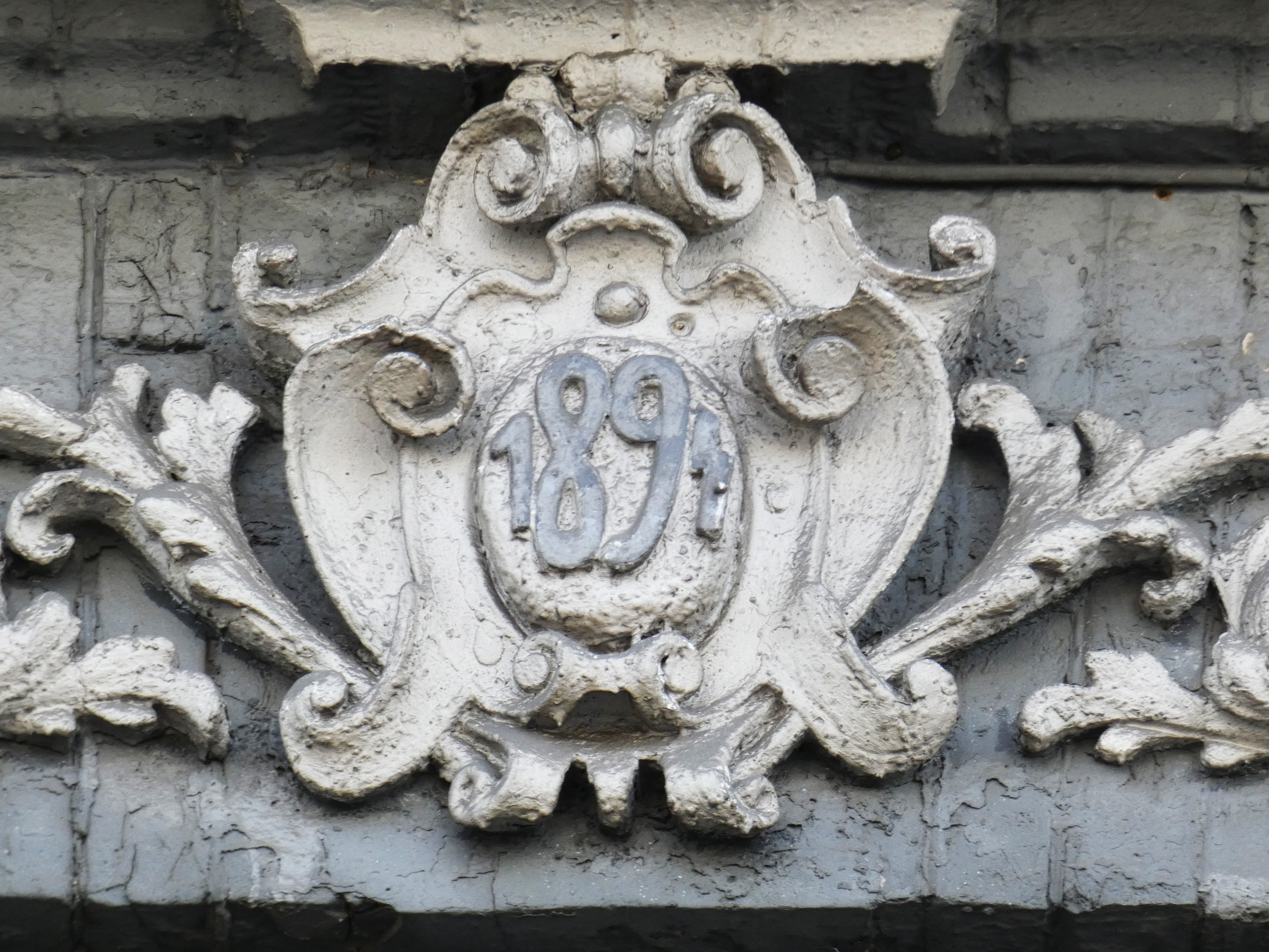
Дата в картуші
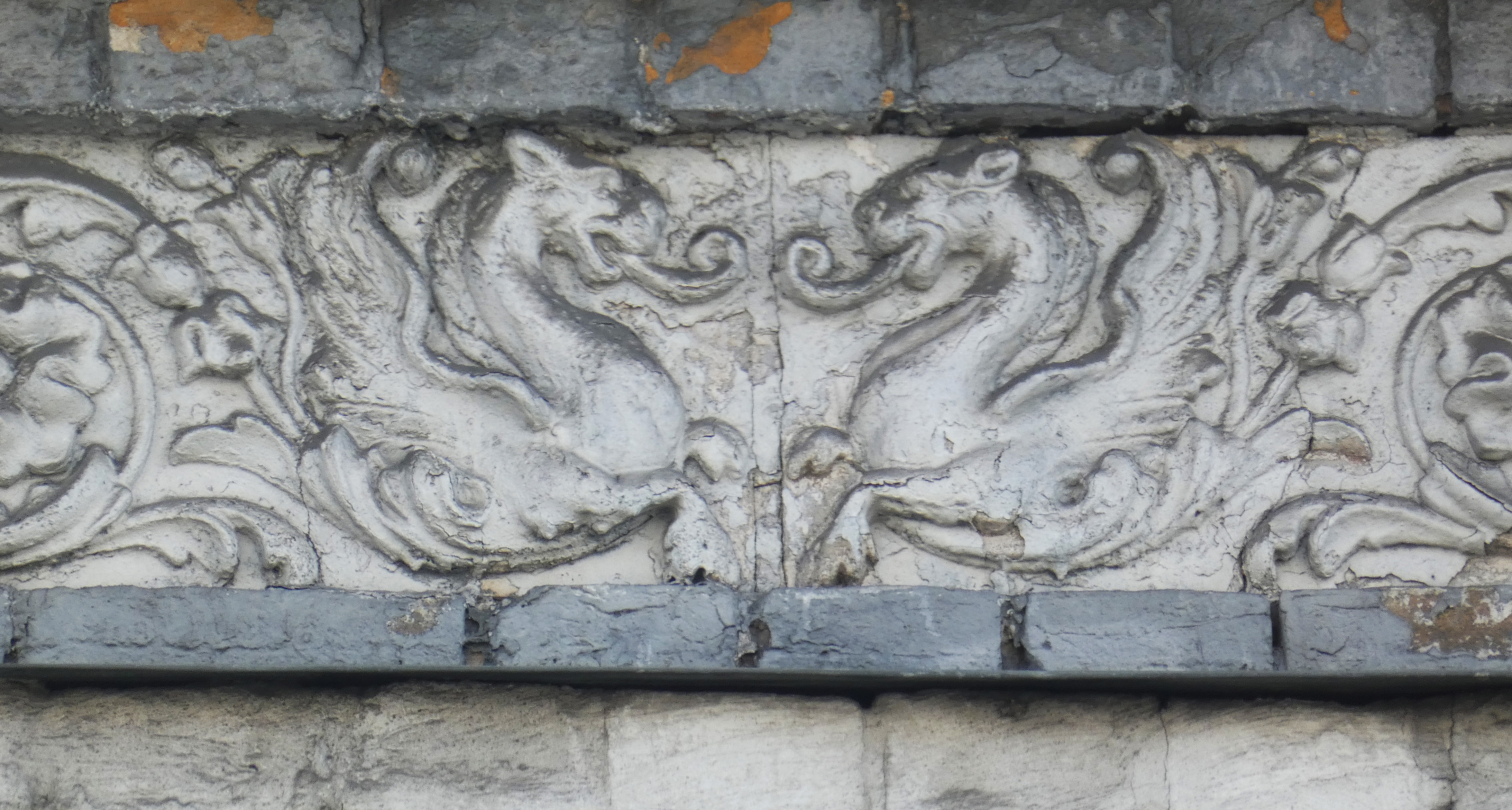
Дракони